# Ручите-Ландсбергене, Гражина
Гражи́на Ручите-Ландсбергене (лит. Gražina Ručytė-Landsbergienė; 28 января 1930, Аникщяй — 10 марта 2020, Вильнюс) — литовская пианистка. Жена Витаутаса Ландсбергиса.
Дочь Пранаса Ручиса (1893—1980), предпринимателя из крестьянской семьи, владевшего в Аникщяе мануфактурным производством, и его жены Агнете (1904—1976).
Окончив среднюю школу в Аникщяе (1945) и гимназию в Паневежисе (1948), поступила в Каунасскую консерваторию, одновременно начав работать аккомпаниатором. В 1949 году была депортирована из Литвы в Сибирь, первоначально в посёлок Хужир Иркутской области, где работала на рыболовном промысле. В следующем году Гражине Ручите было разрешено воссоединиться с родственниками, находившимися в деревне Нижнее Чиркино Зиминского района. В том же 1950 году она поступила в Иркутское музыкальное училище, одновременно начав работать там же как аккомпаниатор, и продолжила эту работу после окончания училища в 1952 году. В 1954—1957 гг. студентка Свердловской консерватории.
В 1957 году освобождена из ссылки и получила возможность вернуться в Литву. В 1959 году окончила Литовскую консерваторию по классу Балиса Дварионаса.
В 1958—1985 гг. концертмейстер Литовского государственного театра оперы и балета. Аккомпанировала в концертных выступлениях таким певцам, как Виргилиюс Норейка, Гражина Апанавичюте, Вацловас Даунорас, Бируте Алмонайтите и многие другие. Гастролировала как концертмейстер в Швеции, Германии, Франции, Польше, Чехословакии, США, Австралии. В 1962—1966 гг. преподавала в Вильнюсском педагогическом институте, в 1989—2000 гг. в Литовской академии музыки и театра (с 1999 г. профессор).
Заслуженная артистка Литовской ССР (1980). Рыцарский крест Ордена Великого князя Литовского Гядиминаса (1999). Кавалер медали Барбары Радзивилл (2005) от Вильнюсского самоуправления.
Сын — литератор и кинематографист Витаутас В. Ландсбергис. Внук — политик Габриэлюс Ландсбергис, министр иностранных дел Литвы.